# (2336) Xinjiang
(2336) Xinjiang ist ein Asteroid des Hauptgürtels, der am 26. November 1975 am Purple-Mountain-Observatorium in Nanjing entdeckt wurde. 
Benannt ist der Asteroid nach der autonomen Region Xinjiang im Nordwesten Chinas.